# Chris van der Weerden
Chris van der Weerden (Nimega, 15 novembre 1972) è un allenatore di calcio ed ex calciatore olandese, di ruolo difensore.

## Palmarès

### Giocatore

#### Competizioni nazionali
- Campionato olandese: 3

PSV: 1996-1997, 1999-2000, 2000-2001
- Coppa dei Paesi Bassi: 1

PSV: 1995-1996
- Supercoppa dei Paesi Bassi: 2

PSV: 1998, 2000